# Won Bin
Won Bin (원빈?), all'anagrafe Kim Do-jin (김도진?) (Jeongseon, 10 novembre 1977) è un attore sudcoreano.

## Filmografia

### Cinema
- Killerdeului suda (킬러들의 수다), regia di Jang Jin (2001)
- Brothers of War - Sotto due bandiere  (태극기 휘날리며, Taegukgi hwinallimyo), regia di Kang Je-kyu (2004)
- Uri hyeong (우리형), regia di Ahn Kwon-tae (2004)
- Madre (마더, Madeo), regia di Bong Joon-ho (2009)
- The Man from Nowhere (아저씨, Ajeossi), regia di Lee Jeong-beom (2010)

### Televisione
- Propose (프로포즈), regia di Yoon Seok-ho - miniserie TV (1997)
- Ready, Go! (레디 고!) - serie TV (1997-1998)
- Kwangki (점프) - serie TV (1999)
- Small Station (광끼) - serie TV (1999-2000)
- 그가 간이역에 내렸다 - serie TV (2000)
- Kkokji (꼭지) - serie TV (2000)
- Ga-eul donghwa (가을동화) – serie TV (2000)
- Friends (프렌즈) - serie TV, 4 episodi (2002)

## Doppiatori italiani
- Roberto Gammino in Brothers of War - Sotto due bandiere
- Stefano De Filippis in Madre
- Leonardo Graziano in The Man from Nowhere

## Premi e candidature
| Anno                              | Premio                                                  | Categoria                      | Opera                                | Risultato       |
| --------------------------------- | ------------------------------------------------------- | ------------------------------ | ------------------------------------ | --------------- |
| 1999                              | KBS Drama Awards                                        | Miglior attore emergente       | Kwangki                              | Vincitore/trice |
| 2000                              | KBS Drama Awards                                        | Excellence Award - Attore      | Kkokji, Ga-eul donghwa               | Vincitore/trice |
| 2001                              | Baeksang Arts Awards                                    | Miglior attore emergente in TV | Ga-eul donghwa                       | Vincitore/trice |
| 2001                              | Blue Dragon Film Awards                                 | Miglior attore emergente       | Killerdeului suda                    | Candidato/a     |
| 2004                              | Chunsa Film Art Awards                                  | Miglior attore emergente       | Brothers of War - Sotto due bandiere | Vincitore/trice |
| 2004                              | Golden Cinematography Awards                            | Miglior attore emergente       | Brothers of War - Sotto due bandiere | Vincitore/trice |
| 2004                              | Korean Film Awards                                      | Miglior attore                 | Uri hyeong                           | Candidato/a     |
| 2010                              |                                                         |                                |                                      |                 |
| Baeksang Arts Awards              | Miglior attore                                          | Madre                          | Candidato/a                          |                 |
| Asian Film Awards                 | Miglior attore non protagonista                         | Madre                          | Candidato/a                          |                 |
| Premio Daejong                    | Miglior attore                                          | The Man from Nowhere           | Vincitore/trice                      |                 |
| Premio Daejong                    | Premio della popolarità                                 | The Man from Nowhere           | Vincitore/trice                      |                 |
| Korean Film Awards                | Miglior attore                                          | The Man from Nowhere           | Vincitore/trice                      |                 |
| Blue Dragon Film Awards           | Premio della popolarità                                 | The Man from Nowhere           | Vincitore/trice                      |                 |
| Blue Dragon Film Awards           | Miglior attore                                          | The Man from Nowhere           | Candidato/a                          |                 |
| University Film Festival of Korea | Miglior attore                                          | The Man from Nowhere           | Vincitore/trice                      |                 |
| 2011                              | Baeksang Arts Awards                                    | The Man from Nowhere           | Miglior attore                       | Candidato/a     |
| 2011                              | Film Journalists Association Annual Film Awards (Korea) | The Man from Nowhere           | Miglior attore                       | Vincitore/trice |
| 2011                              | MaxMovie Awards (Korea)                                 | The Man from Nowhere           | Miglior attore                       | Vincitore/trice |
| 2011                              | Premio Daejong                                          | The Man from Nowhere           | Premio della popolarità              | Vincitore/trice |